# John Leveson-Gower (1er baron Gower)
John Leveson-Gower (7 janvier 1675 - 31 août 1709) est un homme politique anglais.

## Biographie
Il est le fils de William Leveson-Gower (4e baronnet) et sa femme Jane Granville,. Il est né à Sittenham, dans le Yorkshire.
Il est député Tory pour Newcastle-under-Lyne, 1692-1703. Il est créé baron Gower de Sittenham dans le comté de York le 16 mars 1703. Il est nommé membre du Conseil privé de 1702 à 1707, et il est Chancelier du duché de Lancastre de 1702 à 1706. Il est Commissaire de l'Union en 1706. Il est décédé le 31 août 1709 dans le Château de Belvoir, Grantham, dans le Lincolnshire.

## Famille
Il épouse Catherine Manners (1675-1722), fille de John Manners (1er duc de Rutland) et de sa troisième épouse Catherine Noel, en septembre 1692. Ils ont six enfants :
- John Leveson-Gower (1er comte de Gower) (1694–1754) qui se marie avec Evelyn Pierrepont, fille de Evelyn Pierrepont (1er duc de Kingston-upon-Hull); puis avec Penelope Stonhouse, fille de John Stonhouse, 7e baronnet; et en troisièmes noces avec Mary Tufton, fille de Thomas Tufton (6e comte de Thanet).
- William Leveson-Gower (1696-1756), député de Stafford de 1720 à 1754. Il épouse Anne, fille de Thomas Grosvenor (3e baronnet) et a une fille, Catherine.
- Thomas Leveson-Gower, né le 6 mai 1699, Trentham, Staffordshire, est décédé le 12 août 1727, Londres, célibataire, député pour Newcastle-under-Lyme, de 1720 jusqu'à sa mort.
- Baptist Leveson-Gower, né en 1701, décédé célibataire le 4 août 1782, député pour Newcastle-under-Lyme, de 1727 à 1761.
- Katherine Leveson-Gower est décédée le 20 avril 1712, Londres, enterrée le 1er mai 1712, Lilleshall.
- Jane Leveson-Gower (c. 1704–1726), mariée le 5 janvier 1718– 1719, à John Proby, qui meurt en 1760 et en a un enfant John Proby (1er baron Carysfort). Jeanne est décédée le 10 juin 1726.